# Etorouji Shiono
Etorouji Shiono (塩野干支郎次?, Shiono Etorouji; Prefettura di Nagano, 16 settembre 1976) è un fumettista giapponese.
L'autore ha iniziato la sua carriera lavorando nell'ambito dei videogiochi, per poi debuttare come mangaka all'età di 25 anni, ed è noto principalmente per il manga seinen Übel Blatt.

## Opere
- Brocken Blood (2003).
- Necossass Six (2003)
- Übel Blatt (2004)
- Extra Existence (2006)
- Celestial Clothes (2010)
- Musashi Dual (2010)
- Bloomed in Action (2011)
- Zelphy of the Aion (2012)[3]
- Winged Mermaids (2015)
- Jinrui sonbou Cockpit Girls (2022)[4]